# Hazelacris
Hazelacris is een geslacht van rechtvleugeligen uit de familie veldsprinkhanen (Acrididae). De wetenschappelijke naam van dit geslacht is voor het eerst geldig gepubliceerd in 1981 door Ronderos.

## Soorten
Het geslacht Hazelacris  is monotypisch en omvat slechts de volgende soort:
- Hazelacris nigrovittatus (Ronderos, 1981)